# Christian Wirth
Christian Wirth (Oberbalzheim, 24 novembre 1885 – Fiume, 26 maggio 1944) è stato un militare tedesco delle SS e criminale di guerra.
Partecipò al programma eugenetico Aktion T4, responsabile dello sterminio di decine di migliaia di disabili fisici e mentali. Fu poi inserito nei quadri dell'Aktion Reinhardt diretta da Odilo Globočnik divenendo il primo comandante del campo di sterminio di Bełżec e corresponsabile dello sterminio di centinaia di migliaia di ebrei e zingari. Fu individuato e ucciso da partigiani jugoslavi.

## A disposizione del Reich
Studiò carpenteria e divenne poi funzionario di polizia. Wirth combatté durante la prima guerra mondiale sul fronte occidentale ottenendo una decorazione. Dopo la guerra trascorse diversi anni come imprenditore edile e rientrò poi nella polizia come agente nella squadra omicidi a Stoccarda, guadagnandosi la reputazione per la sua brutale efficienza e la completa dedizione al lavoro. S'iscrisse al partito nazista nel 1931, alle SA (camicie brune) nel 1933. Entrò nei ranghi dello
SD nel 1937 e delle SS nel 1939. Nello stesso anno fu promosso Commissario (Kriminalkommissar) nell'ambito della Kripo, ovvero l'Amt V dell'Ufficio centrale per la sicurezza del Reich o RSHA, ma di fatto controllato dalla Gestapo (Amt IV della RSHA).

## Il programma eugenetico Aktion T4
Nell'ottobre del 1939, Wirth ottenne il rango di SS-Obersturmfűhrer e fu inviato alla clinica psichiatrica di Grafeneck dove prese parte al programma Aktion T4. Conobbe Josef Oberhauser che divenne poi il suo aiutante a Bełżec. Sempre a Grafeneck conobbe Kurt Franz, che divenne poi vicecomandante al campo di Treblinka. Alla fine del 1939, Wirth fu inviato alle carceri di Brandeburgo dov'era stato allestito un centro di eutanasia. A capo dell'operazione, guidò il primo esperimento di gassazione usando il monossido di carbonio.
Philipp Bouhler, cancelliere del Führer, che faceva parte del gruppo, gli suggerì che le camere a gas avrebbero potuto essere camuffate da docce. A metà 1940, Wirth venne nominato capo del programma Aktion T4 in Germania e Austria, capo dell'ufficio del registro a Hadamar, e capo del centro di eutanasia a Hartheim, dove conobbe Franz Stangl, il futuro comandante di Sobibór e di Treblinka.

## Il campo di sterminio di Bełżec
Nel mese di settembre del 1941, Wirth fu inviato a Lublino per allestire un primo centro di eutanasia fuori dal Reich, ma il progetto fu poi abbandonato. Rimangono sconosciute le sue mosse nel periodo tra settembre e dicembre del 1941. Prima del Natale 1941, Wirth arrivò a Bełżec, nel Governatorato Generale, e portò con sé un piccolo gruppo di uomini con i quali aveva lavorato al programma Aktion T4. Primo comandante del campo di Bełżec, Wirth fu soprannominato dallo staff SS come Christian il barbaro, tali erano le sue brutalità. Istituì i sonderkommandos, (un ordine gerarchico all'interno del campo dove ebrei avevano l'autorità di sorvegliare altri ebrei): selezionò un centinaio di giovani uomini dai primi treni che arrivarono al campo, per costituire una prima forza lavoro che sottopose a un capo ebreo, assistito da due Oberkapos, a loro volta controllati dai Kapòs.
Wirth parlava personalmente con ogni gruppo di ebrei che arrivavano al campo con i convogli. Era tale il tono di voce, che gli ebrei in attesa sulla piattaforma, occasionalmente gli applaudivano, credendo alla sua storia che fossero solo in un campo di passaggio. Un inviato delle SS, il luogotenente Kurt Gerstein, dichiarò dopo la guerra, che vide Wirth frustare dei giovani ebrei nelle camere a gas a Bełżec ed anche frustare una guardia ucraina in viso per non avere avviato il motore collegato alle camere a gas. I sopravvissuti di Bełżec raccontarono che Wirth gettava giovani bambini ebrei in una fossa ed ordinava di seppellirli vivi. Un sopravvissuto lo descrisse così:
(Rudolf Reder)
Un volontario ucraino addestrato a Trawniki paragonò Wirth ad uno Stuka, il bombardiere da picchiata dell'esercito tedesco. Inculcava la disciplina alle guarnigioni, sia tedesche che ucraine, ordinando lunghe marce fuori dal campo, alle quali lui stesso partecipava.
(Werner Dubois, guardia SS a Bełżec e Sobibór)
Nel giugno del 1942, Wirth sparì da Bełżec e tornò a Berlino. Non si sa con certezza la motivazione, ma è possibile che fu convocato alla capitale per ricevere ulteriori istruzioni sulla eradicazione degli ebrei dalla Polonia (conosciuta come Aktion Reinhard). Gottlieb Hering, che conobbe Wirth per 20 anni, gli subentrò a Bełżec nell'agosto del 1942.

## Operazione Reinhard
Quando Wirth riapparve era ispettore dell'Aktion Reinhard. Il suo primo compito fu quello di riorganizzare il campo di Treblinka mentre Franz Stangl fu inviato a Sobibór ad organizzare lo staff SS. Prese il suo lavoro con entusiasmo, garantì l'ampliamento delle camere a gas ed il loro funzionamento in base alle previsioni di arrivo di nuovi prigionieri al campo. Quando finì a Treblinka, Wirth passò a Sobibor con gli stessi compiti. A dicembre 1942 fu trasferito nel nord della Jugoslavia dove divenne responsabile del campo di lavoro slavo nella zona di Lubiana. Egli si stabilì al secondo piano di una villa in via Chelmska vicino all'aeroporto dove c'erano tre hangar usati da deposito per gli abiti ed altri oggetti personali appartenuti agli ebrei. Gli operai ebrei slavi lavoravano nelle vicine fabbriche e erano soggetti ai crudeli trattamenti di Wirth.

## La risiera di San Sabba
Il 23 settembre 1943 venne costituita la Repubblica Sociale Italiana, stato fantoccio sotto il controllo delle truppe di occupazione tedesche: il Friuli-Venezia Giulia le province di Udine, Trieste, Gorizia, Pola, Fiume e Lubiana, diventarono territori direttamente amministrati dal Terzo Reich. Wirth fu promosso SS-Sturmbannfűhrer e trasferito a Trieste a capo dell'Einsatzkommando Reinhard. A Trieste sorgeva uno stabilimento per la pilatura del riso, costruito nel 1913 nel quartiere periferico di San Sabba. Venne requisito e utilizzato in un primo tempo come campo di prigionia provvisorio per i militari italiani catturati dopo l'8 settembre 1943 con il nome di Stalag 339, poi destinato allo smistamento dei deportati in Germania ed in Polonia, sia come deposito e smistamento dei beni razziati, il Polizeihaftlager (letteralmente campo di detenzione di polizia), successivamente fu utilizzato per la detenzione e l'eliminazione di partigiani, detenuti politici ed ebrei.
Furono costituiti territorialmente diversi uffici contrassegnati dalla sigla R. Il gruppo che operava a Trieste fu siglato R1 (cifra impressa su documenti e sulle celle della risiera). Wirth tornò poi per un breve periodo a Lubiana per distruggere tutti i campi di lavoro nella zona e altresì uccidere chi ci avesse lavorato. Il 26 maggio 1944 fu individuato ed ucciso da partigiani dell'Esercito Popolare di Liberazione della Jugoslavia ed è sepolto al cimitero tedesco di Costermano in provincia di Verona con altri 21 916 militari caduti in terra italiana nel corso della seconda guerra mondiale.